# Reprezentacja Węgier U-21 w piłce nożnej mężczyzn
Reprezentacja Węgier U-21 w piłce nożnej – młodzieżowa reprezentacja Węgier sterowana przez Węgierski Związek Piłki Nożnej. Jej największym sukcesem jest półfinał Mistrzostw Europy 1986. Wystąpiła ona również na Igrzyskach Olimpijskich w Atlancie w 1996 roku. Reprezentacja powstała w 1976 roku, kiedy to UEFA wprowadziła nowe zasady odnośnie do młodzieżowych reprezentacji piłkarskich – drużyny do lat 23 zostały zastąpione przez zespoły do lat 21.

## Występy w ME U-23
- 1972: Nie zakwalifikowała się
- 1974: Mistrzostwo
- 1976: Wicemistrzostwo

## Występy w ME U-21
- 1978: Ćwierćfinał
- 1980: Ćwierćfinał
- 1982: Nie zakwalifikowała się
- 1984: Nie zakwalifikowała się
- 1986: Półfinał
- 1988: Nie zakwalifikowała się
- 1990: Nie zakwalifikowała się
- 1992: Nie zakwalifikowała się
- 1994: Nie zakwalifikowała się
- 1996: Ćwierćfinał
- 1998: Nie zakwalifikowała się
- 2000: Nie zakwalifikowała się
- 2002: Nie zakwalifikowała się
- 2004: Nie zakwalifikowała się
- 2006: Nie zakwalifikowała się
- 2007: Nie zakwalifikowała się
- 2009: Nie zakwalifikowała się
- 2011: Nie zakwalifikowała się
- 2013: Nie zakwalifikowała się
- 2015: Nie zakwalifikowała się
- 2017: Nie zakwalifikowała się
- 2019: Nie zakwalifikowała się
- 2021: Runda grupowa

## Udział w Igrzyskach Olimpijskich
- 1996: Faza grupowa